# Il sacrificio del cervo sacro
Il sacrificio del cervo sacro (The Killing of a Sacred Deer) è un film del 2017 diretto da Yorgos Lanthimos su una sceneggiatura di Lanthimos ed Euthymīs Filippou. Interpretato da Colin Farrell, Nicole Kidman e Barry Keoghan, il film è stato presentato in concorso al Festival di Cannes 2017, dove ha vinto il Prix du scénario.
Il film riprende alcuni elementi del mito greco del sacrificio di Ifigenia, rappresentata da Euripide nell'Ifigenia in Aulide: Ifigenia, figlia di Agamennone accetta di essere sacrificata alla dea Artemide per placarla, così che lei faccia cambiare il vento per permettere alla flotta greca, bloccata in porto da venti avversi, di partire per assediare Troia. Quando il sacrificio sta per essere celebrato però Ifigenia sparisce e al suo posto compare una cerva: la dea Artemide la salva infatti dal destino di morte, premiandola per la devozione alla patria e alla famiglia, devozione che Ifigenia avrebbe saputo spingere fino alla morte se questa fosse stata di giovamento al suo popolo e ai suoi cari.

## Trama
Steven Murphy, uno stimato cardiochirurgo, terminata un'operazione a cuore aperto, si reca a una tavola calda dove incontra un ragazzo di nome Martin. La natura precisa del loro rapporto non viene spiegata. Più tardi Steven torna a casa dalla moglie Anna e i loro figli Kim e Bob. Il giorno dopo, quando Martin arriva senza preavviso in ospedale, Steven dichiara che il ragazzo è un compagno di scuola di sua figlia Kim. Quella stessa sera Steven racconta ad Anna che il padre di Martin è stato un suo paziente, deceduto in un incidente d'auto dieci anni prima, e lui ha deciso di prendere Martin sotto la sua ala per aiutarlo a elaborare il lutto. Steven invita Martin a cena a casa; Kim sembra essere particolarmente attratta dal ragazzo.
Martin restituisce il favore invitando Steven a casa sua e di sua madre. Dopo cena, Steven è in procinto di rincasare, ma Martin insiste perché rimanga a guardare il film Ricomincio da capo con loro. A metà film Martin se ne va a dormire, lasciando Steven con la madre che gli fa delle avances. Steven rifiuta bruscamente e se ne va. Nei giorni successivi Martin continua a cercare l'attenzione di Steven telefonandogli più volte, ma il chirurgo non gli risponde. Una mattina il piccolo Bob si sveglia e si accorge di non riuscire più a muovere le gambe; nonostante le visite di molti colleghi di Steven rivelino che il ragazzo non ha nessun problema fisico, Bob continua a non riuscire a muoversi. Mentre Steven e Anna si occupano del figlio, Kim inizia a frequentare Martin.
Il giorno dopo Martin visita Bob nella sua stanza d'ospedale e chiede a Steven di parlargli in privato. A questo punto Martin rivela che suo padre non è morto a seguito dell'incidente, ma è spirato sul tavolo operatorio mentre Steven cercava di salvarlo. Secondo Martin, Steven è responsabile della morte del padre e, per riequilibrare il tutto, Steven è costretto a uccidere un membro della sua famiglia: Martin spiega che la salute di Bob, Kim e Anna è destinata a deteriorarsi attraverso una serie di fasi dolorose (paralisi degli arti inferiori, inedia e sanguinamento dagli occhi), fin quando Steven non deciderà chi sacrificare. In principio Steven non sembra credere alle storie di Martin, ma presto Bob inizia a rifiutare il cibo e anche Kim resta paralizzata alle gambe e inizia a non mangiare.
Kim riceve una telefonata da Martin in ospedale. Durante la conversazione Kim riacquista l'uso delle gambe, per tornare paralizzata una volta finita la telefonata. Anna capisce che Martin ha uno strano potere e che è responsabile della condizione di salute dei figli, quindi decide di parlare con lui: quando chiede al ragazzo perché voglia punire i ragazzi per un errore di Steven, Martin risponde freddamente che questa è la cosa più vicina alla giustizia alla quale sia riuscito a pensare. Anna, convinta che l'operazione al padre di Martin sia finita in tragedia per colpa del passato alcolismo del marito, chiede aiuto a Matthew, anestesista collega di Steven, che le rivela che suo marito aveva effettivamente bevuto il mattino prima dell'operazione; in cambio di questa informazione, obbliga Anna a masturbarlo. Su insistenza di Anna, i figli vengono trasferiti a casa, dove continuano a essere nutriti attraverso un sondino nasogastrico.
Una notte Steven sequestra Martin, lo lega a una sedia nel seminterrato di casa e inizia a picchiarlo per convincerlo ad annullare la maledizione. Martin si limita ad avvertire Steven che il tempo sta per scadere. La presenza di Martin alimenta solo la tensione in casa dei Murphy: Kim e Bob discutono su chi di loro debba sacrificarsi per gli altri, mentre Steven continua a chiedersi su chi debba ricadere la sua scelta. Anna, dal canto suo, è convinta che l'unica cosa da fare sia uccidere uno dei figli. Kim tenta di convincere Martin a liberarla dalla maledizione così da poter fuggire insieme senza nessun risultato. Nottetempo Anna decide di liberare Martin in quanto si è resa conto che tenerlo prigioniero si è rivelato completamente inutile.
Il giorno seguente Bob inizia a perdere sangue dagli occhi, è l'ultima fase prevista prima della morte. Incapace di scegliere chi sacrificare, Steven decide di legare Anna, Kim e Bob in salotto e di coprire le loro teste mentre lui, con un passamontagna sugli occhi, inizia a girare su sé stesso sparando a caso. Dopo due tentativi andati a vuoto a essere colpito a morte è Bob. Tempo dopo, Steven, Anna e Kim (completamente guarita) sono seduti nella tavola calda dove il chirurgo era solito incontrarsi con Martin. Martin entra e scambia un lungo sguardo con la famiglia, continuando a fissarli anche quando loro decidono di andarsene.

## Produzione
L'11 maggio 2016 è stato annunciato che Colin Farrell avrebbe collaborato nuovamente con Yorgos Lanthimos dopo The Lobster, venendo diretto dal regista greco su una sceneggiatura scritta da quest'ultimo assieme all'abituale collaboratore Euthymīs Filippou; Film4 Productions ed Element Pictures avrebbero prodotto il progetto. Lo stesso giorno, al Festival di Cannes 2016, A24 si è aggiudicata i diritti di distribuzione statunitensi del film. A giugno Nicole Kidman è entrata in trattative per partecipare al film.
Le riprese sono cominciate il 23 agosto 2016 a Cincinnati.

## Distribuzione

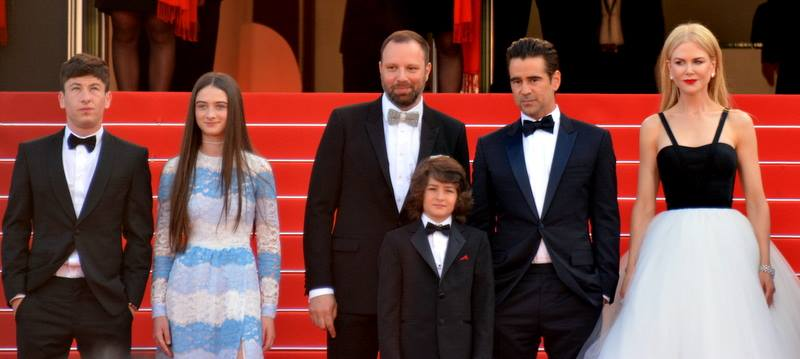
Il cast col regista alla presentazione del film al Festival di Cannes 2017

Il film è stato presentato in anteprima al Festival di Cannes 2017 il 22 maggio, concorrendo per la Palma d'oro. È stato distribuito nelle sale cinematografiche statunitensi il 20 ottobre 2017 da A24, il 28 giugno 2018 da Lucky Red in quelle italiane.

## Accoglienza

### Incassi
Il film ha incassato 4,7 milioni di dollari in tutto il mondo, di cui 2,3 negli Stati Uniti.

### Critica
Il sito aggregatore di recensioni Rotten Tomatoes assegna al film una percentuale dell'80% di giudizi positivi, basata su 236 recensioni da parte della critica specializzata, per una media del 7.7 su 10.

## Riconoscimenti
- 2017 - Festival di Cannes[14]
  - Prix du scénario a Euthymīs Filippou e Yorgos Lanthimos
  - Candidatura alla Palma d'oro
- 2017 - European Film Awards
  - Candidatura per il miglior regista a Yorgos Lanthimos
  - Candidatura per il miglior attore a Colin Farrell
  - Candidatura per la miglior sceneggiatura a Euthymīs Filippou e Yorgos Lanthimos
- 2017 - Sitges - Festival internazionale del cinema fantastico della Catalogna
  - Premio della critica
- 2018 - AACTA Awards
  - Candidatura per la miglior attrice non protagonista a Nicole Kidman
- 2018 - Central Ohio Film Critics Association Awards
  - Candidatura per il miglior attore non protagonista a Barry Keoghan
- 2018 - Independent Spirit Awards
  - Candidatura per il miglior attore non protagonista a Barry Keoghan
  - Candidatura per la miglior fotografia a Thimios Bakatakis